# オオワシ
オオワシ（大鷲、羗鷲、学名: Haliaeetus pelagicus）は、鳥綱タカ目タカ科ウミワシ属に分類される鳥類。

## 分布
日本、中国東北部、韓国、北朝鮮、ロシア東部
夏季にロシア東部（カムチャツカ半島、樺太北部など）で繁殖し、冬季になると越冬のため朝鮮半島、沿海州、カムチャツカ半島南部などへ南下する。オホーツク海沿岸部では冬季に南下する個体が多いが、一方でカムチャツカ半島では千島列島以南へ南下せずに留まる個体も多い。日本では基亜種が冬季に越冬のため北海道や本州北部に飛来（冬鳥）する。

## 形態
日本で一番大きなワシともいわれ、全長オス88センチメートル、メス102センチメートル。翼長オス56-65センチメートル、メス60-65センチメートル。翼開張220-250センチメートル。尾羽は長い楔形。尾羽の枚数は14枚。全身の羽衣は黒や黒褐色で、頭頂から頸部を被う羽毛は羽軸に沿って白い斑紋（軸斑）が入る。尾羽は白い。飛翔時には翼後縁部が膨らんで見える。翼は黒や黒褐色。
虹彩は黄色。嘴は大型。嘴や後肢は黄色や橙色。
幼鳥は全身の羽衣が淡褐色で、下面や翼に白い斑紋が入る。尾羽の外縁（羽縁）や先端に褐色の斑紋が入る。
H. p. pelagicus オオワシ
額や腰、脛の羽衣が白い。小雨覆や人間でいう手首を被う羽毛（小翼羽）、一部の下雨覆は白い。
H. p. niger
尾羽基部と尾羽を除いて全身の羽衣が黒い。

## 分類
亜種H. p. nigerは朝鮮半島や沿海州で採集例があり朝鮮半島で繁殖する亜種とされるが、標本が少なく現在も繁殖しているかは不明。亜種H. p. nigerを単なる暗色型として亜種と認めない説もある。
- Haliaeetus pelagicus pelagicus (Pallas, 1811) オオワシ
- Haliaeetus pelagicus niger

## 生態
海岸や河川、湖沼などに生息する。種小名pelagicusは「海の、外洋の」の意。越冬地では水辺の樹上で休む。
食性は動物食で、主に魚類（カラフトマス、サケ、スケトウダラなど）を食べるが鳥類（カモ類）、小型から中型の哺乳類、動物の死骸（魚類、アザラシ、クジラなど）なども食べる。
繁殖形態は卵生。アムール川下流域やカムチャツカ半島では4月までに海辺や水辺にある大木の樹上（ダケカンバ、ドロノキなど）や断崖に巣を作る。ロシア極東部では4-5月に1-3個（主に2個）の卵を産む。抱卵期間は1か月から1か月半。雛は5-6月に孵化し、8月に巣立つ。

## 人間との関係
尾羽が矢羽として利用されることもあった。ロシアでは毛皮用のテンが罠にかかった際に食害することもあり、害鳥とみなされることもある。
捕殺されたエゾシカ、刺し網や氷下待網漁などの漁業や陸揚げの際に生じるおこぼれに集まって食べる事もあり、水産加工場の廃棄物やゴミ捨て場を漁ることもある。
開発による生息地の破壊や獲物の減少、羽目的の狩猟、害鳥としての駆除、鉛散弾によって狩猟された動物の死骸を食べたことによる鉛中毒などにより生息数は減少している。日本では1970年に国の天然記念物、1993年に種の保存法施行に伴い国内希少野生動植物種に指定されている。1985年における生息数は約5,200羽と推定されている。
H. p. pelagicus オオワシ
絶滅危惧II類 (VU)（環境省レッドリスト）

## 画像

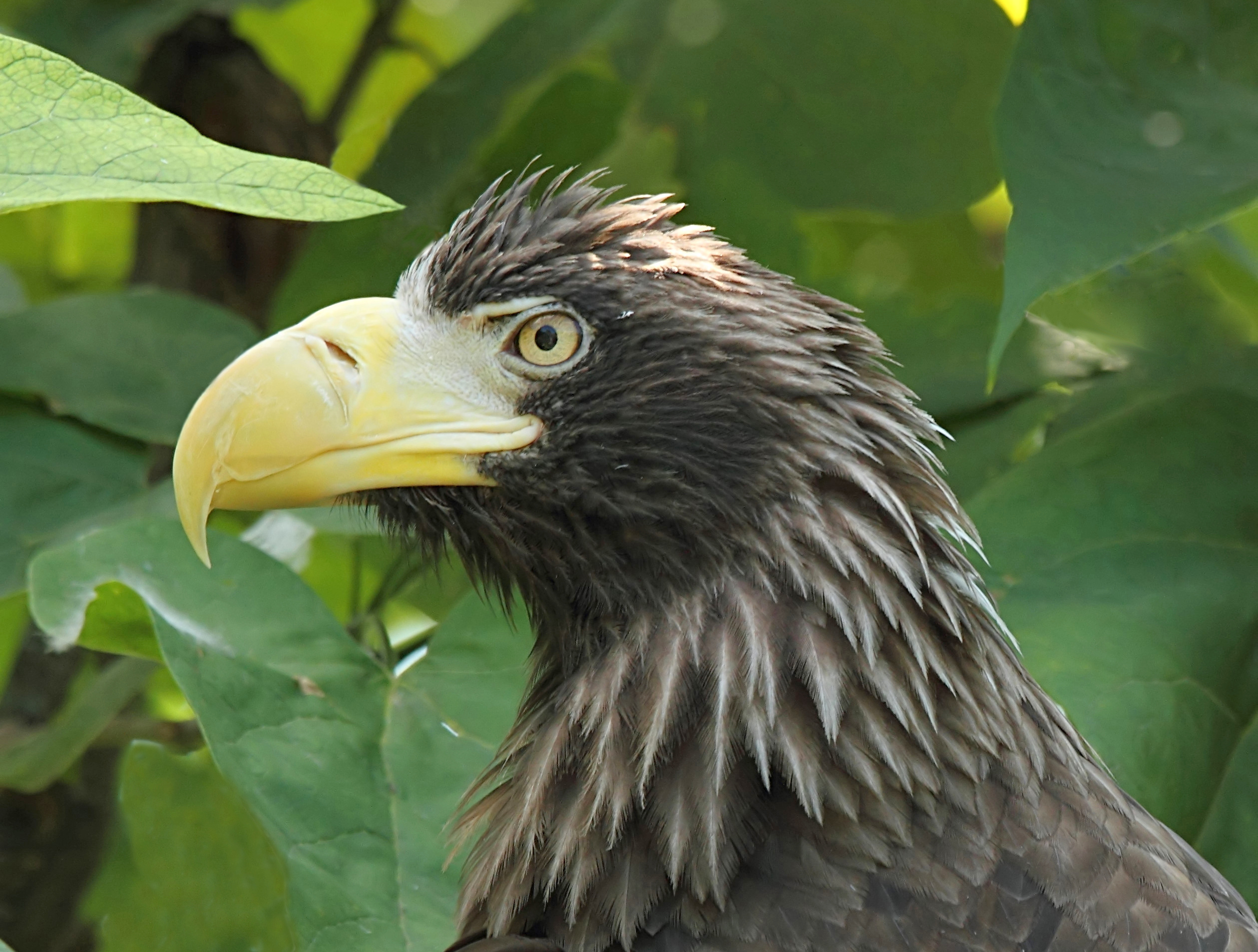
頭部
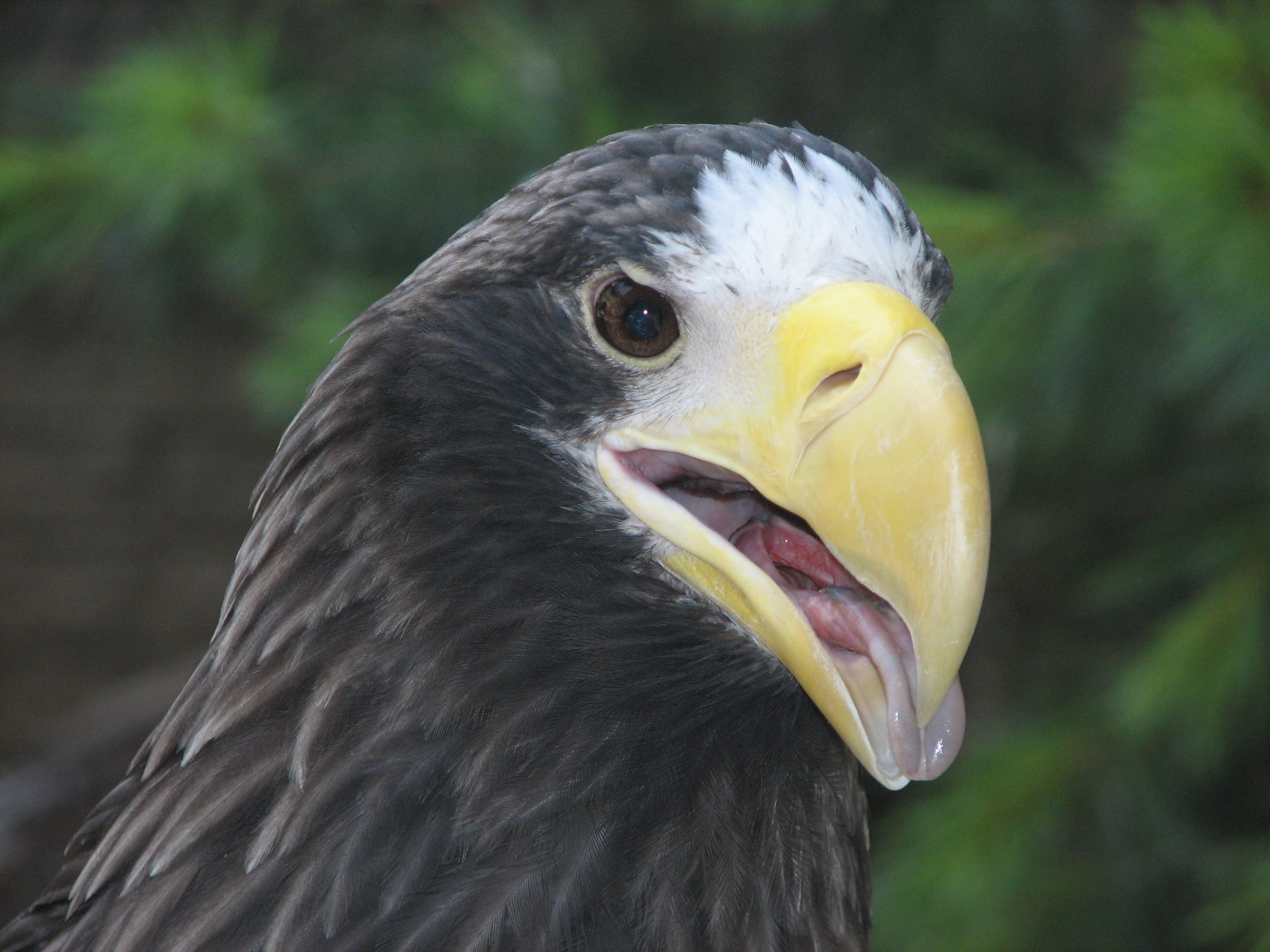
頭部
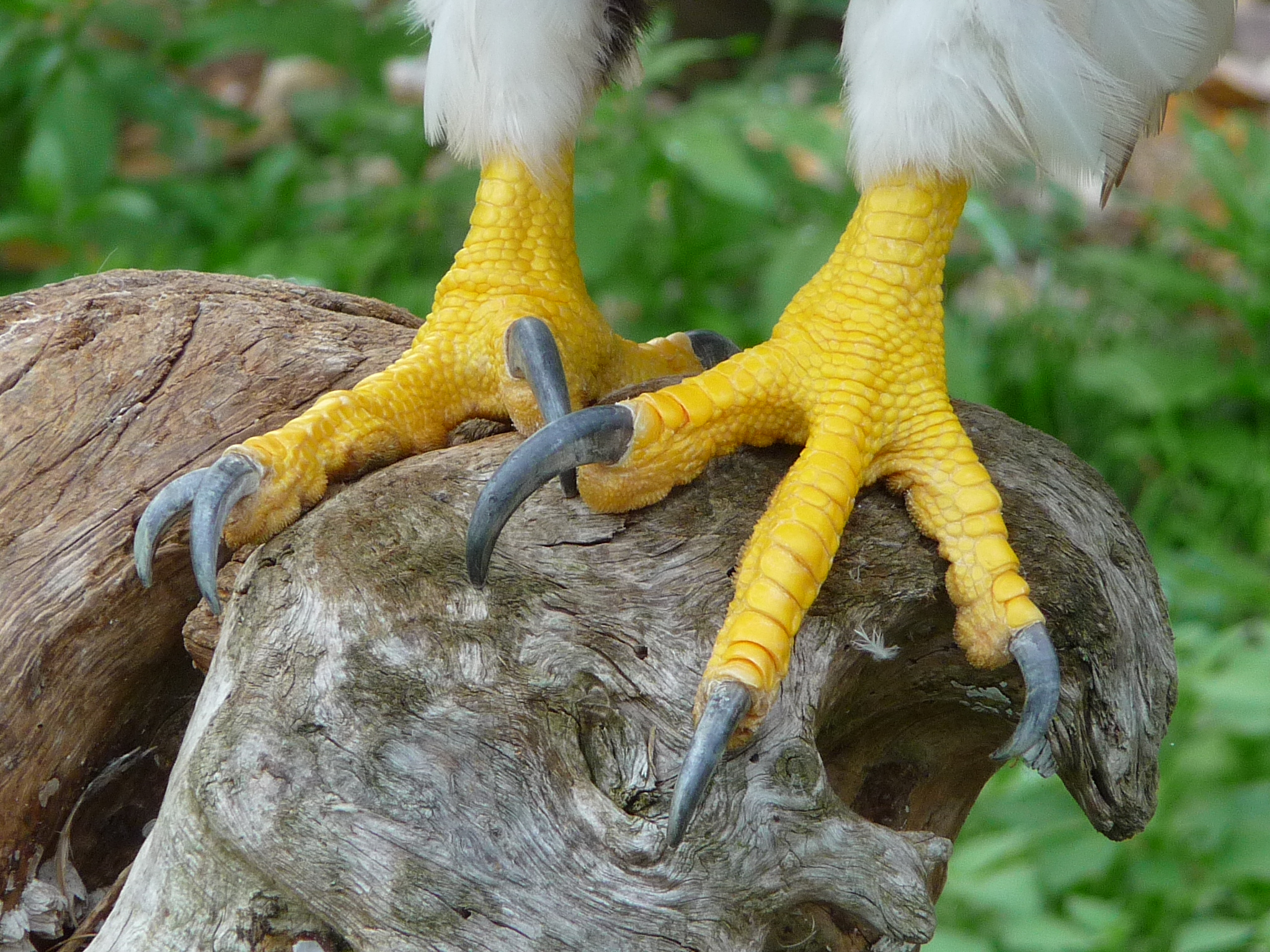
後肢
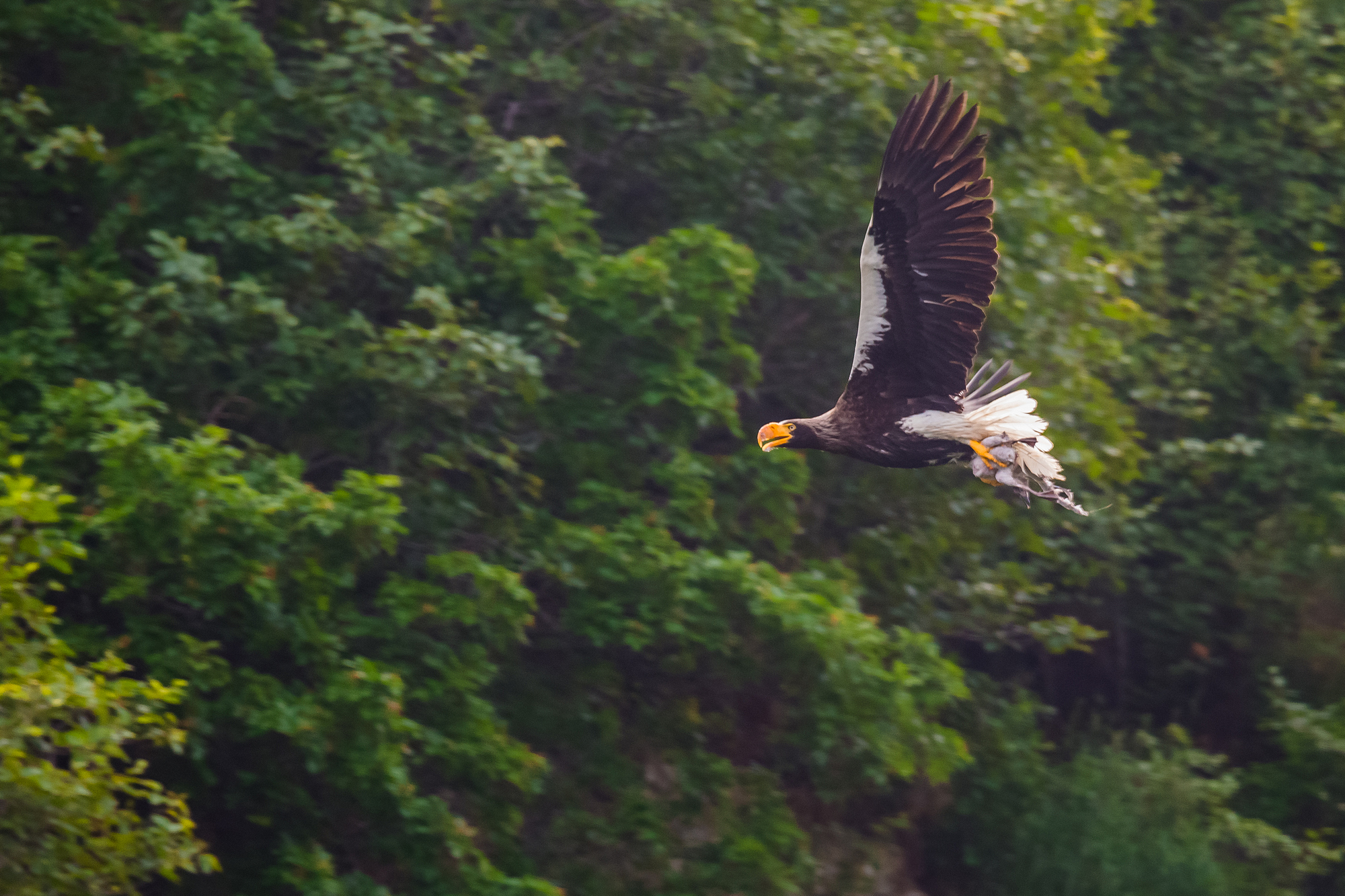
飛翔する本種
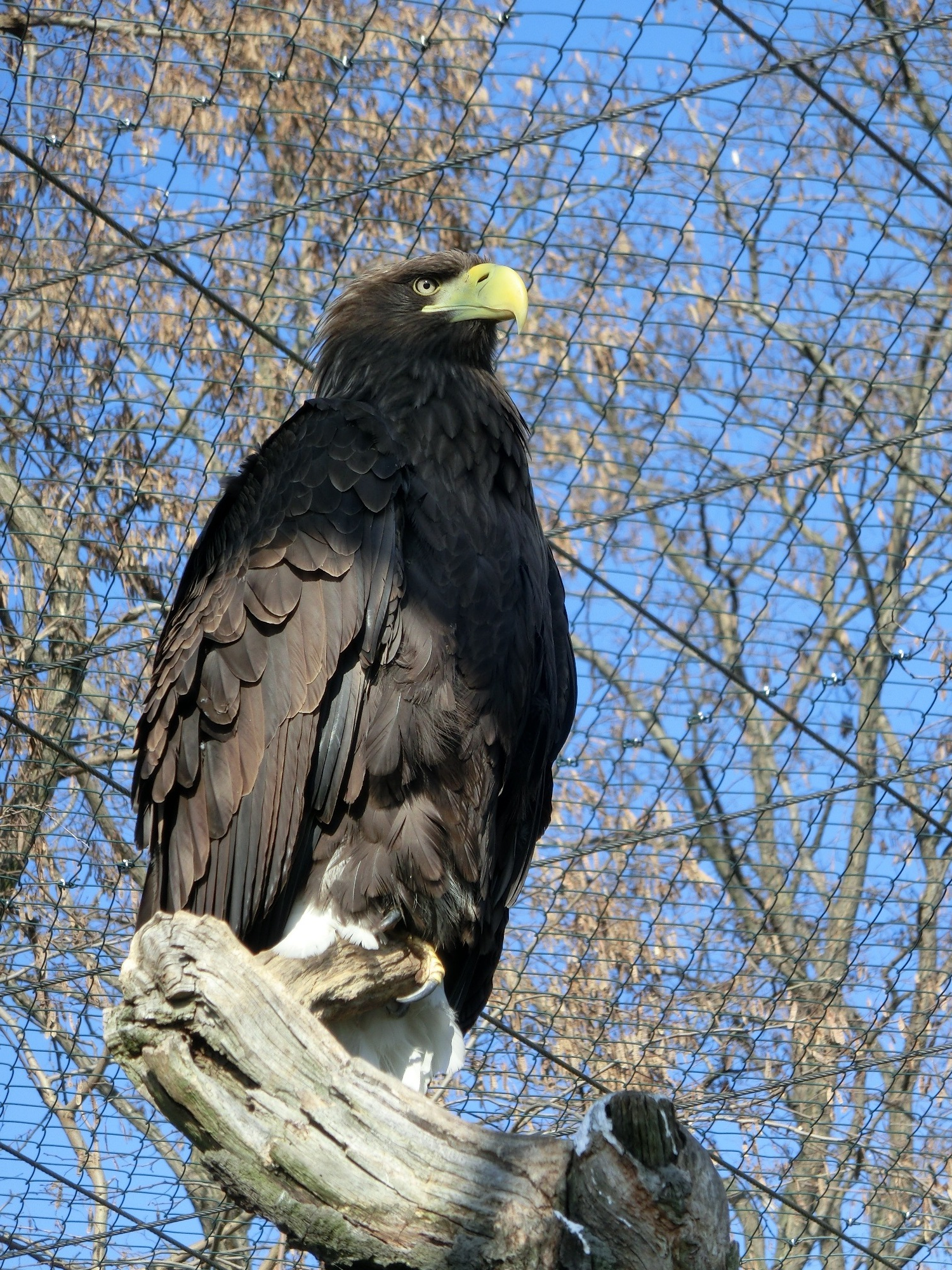
ベルリンのティアパークにいるオオワシ